# ブガッティ・ヴェイロン
ヴェイロン 16.4 (Bugatti Veyron 16.4) は、ブガッティ・オトモビルが2005年から2015年にかけて製造していたハイパーカーである。

## 概要
1998年、フォルクスワーゲングループによって設立された新生ブガッティブランド初の市販車であり、2005年から発売され同グループのフラグシップとなっていた。
ヴェイロンの名は初代ブガッティのエンジニア、レーシングドライバーであり、1939年のル・マン24時間レースをジャン＝ピエール・ウィミーユ（Jean-Pierre Wimille ）とともにブガッティ・タイプ57で制するなど活躍したピエール・ヴェイロン（Pierre Veyron ）から来ている。
1999年フランクフルトモーターショーにてジョルジェット・ジウジアーロのイタルデザインによるコンセプトカーEB18/3シロンを発表。シロンの名は、かつてのブガッティのレーシングドライバーであるルイ・シロンから。その後フォルクスワーゲンが独自に手を加え、1999年の東京モーターショーでヴェイロンの名を持つコンセプトモデルが登場、この時のモデル名称はEB18/4 ヴェイロンであった。
翌2000年のパリサロンで搭載エンジンがW18気筒からW16気筒に変更され、現在の名称が採用されると同時に、大まかな仕様（最高出力1000hp以上、最高速400km/h以上）が発表された。2001年には量産化にゴーサインが出ていたが、高速走行時の空力特性、スタビリティの問題や、大型エンジンの採用による排熱の問題もあり、開発は難航していた。
ブガッティ ヴェイロンは燃料消費率が悪く、その性能を全て使うような加速走行をすると1リットルあたり0.8kmしか走れない。
2015年2月に完売が発表され、販売終了となった。

### ギネス世界記録への認定
2010年7月、ブガッティの開発ドライバーであるピエール＝アンリ・ラファネルによるドライブで、ヴェイロン16.4 スーパースポーツの最高速チャレンジが行われた。フォルクスワーゲン所有の、9kmの直線を持つエーラ・レシエン・オーバルテストコースを両方向に走り、1回目で427.988 km/h、2回目で434.211 km/h、平均で431.072 km/hを記録。2007年9月にSSC・アルティメットエアロTTが記録した412.28km/hを更新し、量産車世界最高速記録としてギネス世界記録に認定された。
しかし、この最高速チャレンジは市販車に搭載される速度リミッターを解除した状態で行われていたことから、ギネスワールドレコーズは「記録計測において市販車に手を加えることは規則に反する」と判断し、2013年4月8日付で同記録を取り消したことを発表した。
その後、ギネスワールドレコーズが複数の専門家と協議した結果、速度リミッターの解除がヴェイロンの基本性能に影響を与える改造にはあたらないものと認められ、4日後の同年4月12日には再び量産車世界最高速記録として認定された。

## メカニズム

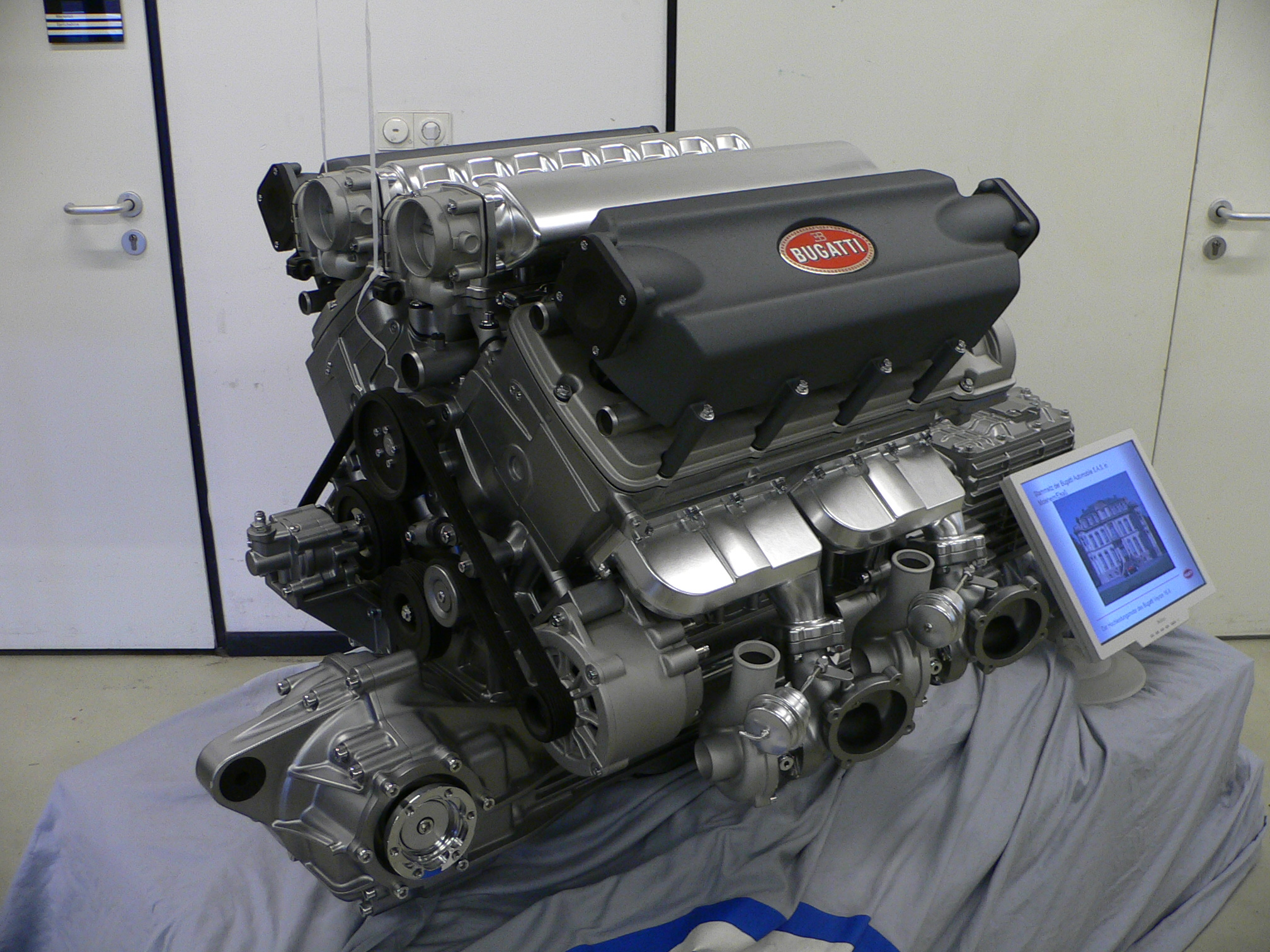
W16エンジン

排気量8.0 LのW型16気筒ガソリンエンジンを4基のターボチャージャー（クワッドターボ）によって過給し、最高出力1001 PSを発生する。このエンジンはフォルクスワーゲン・パサートに搭載されるW型8気筒エンジンを2つ組み合わせたものである。また、正式車名の「16.4」の由来も「16気筒エンジンと4基のターボ」である。
厳しい冷却条件を満たすため冷却水は50 L、エンジンオイルは23 Lを必要とする。製造時、このエンジンは8時間のベンチテストにかけられた後、6,500 rpmのレッドラインで数分間回される。
エンジンがミッドシップにレイアウトされているハルデックス製四輪駆動で、静止状態から100 km/hまでは2.5秒、200 km/hまでは7.5秒、300 km/hまでは16.7秒で加速し、0-200 mは6.6秒（到達速度188km/h、カーグラフィック誌計測）、0-400 mは9.95秒（到達速度235km/h、同誌計測）、そして最高速度は407 km/hに達する。ただし最高速に達するには11 km、加えてブレーキングに500 mを必要とするため、最高速を出すには最低11.5 kmの直線が必要になる。また407 km/hでの走行時の燃費は0.8 km/Lであり、容量100 Lの燃料タンクは12分で空になり、その間の走行距離はわずか80 kmである。

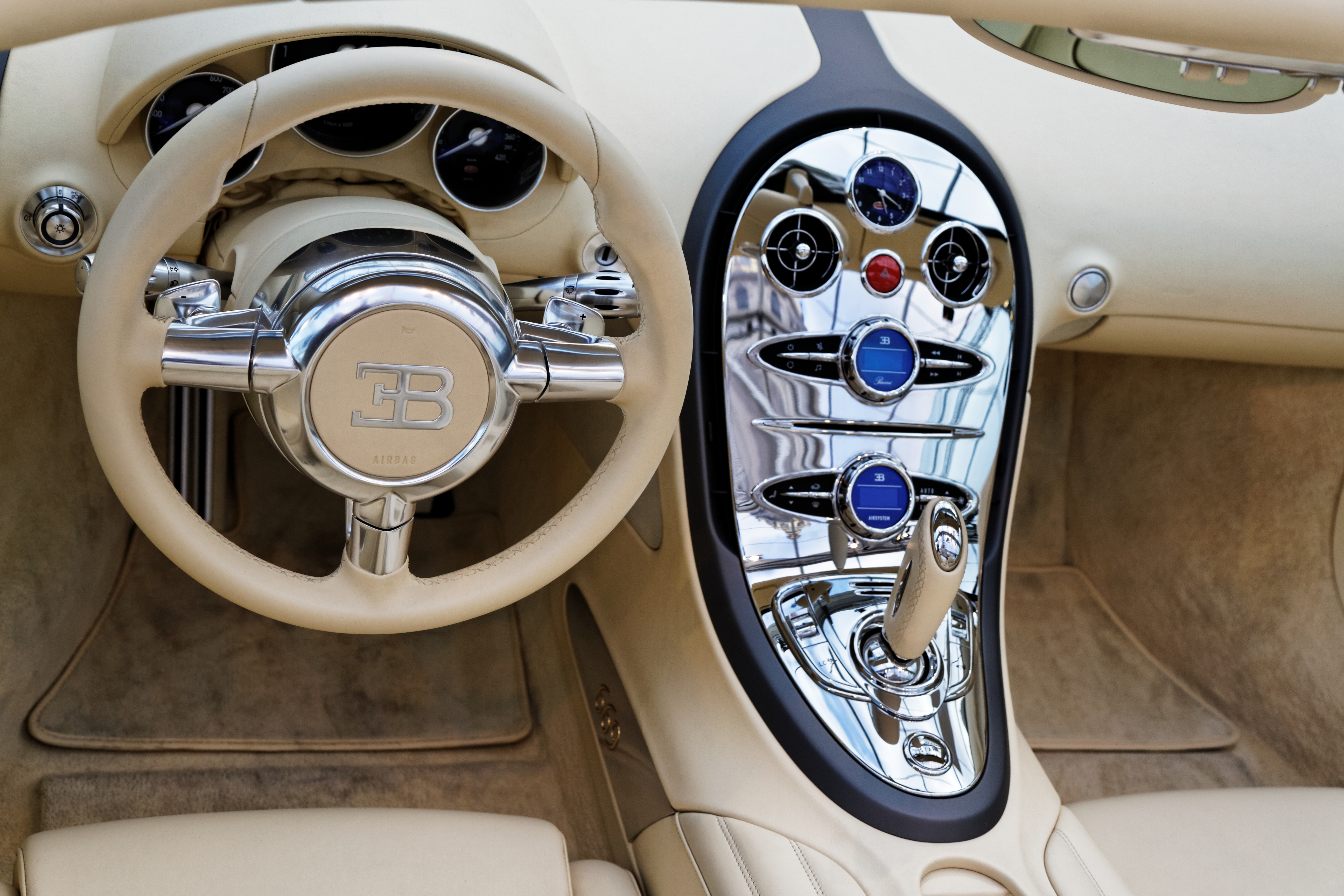
インテリア

組み合わされるトランスミッションは7速DSGで、フルオートマチックモードとセミオートマチックモードが備わる。セミオートマチックモードのときはステアリングホイール裏側のパドルで操作する。このトランスミッションのエンジニアリングを担当したのはイギリスのリカルドである。

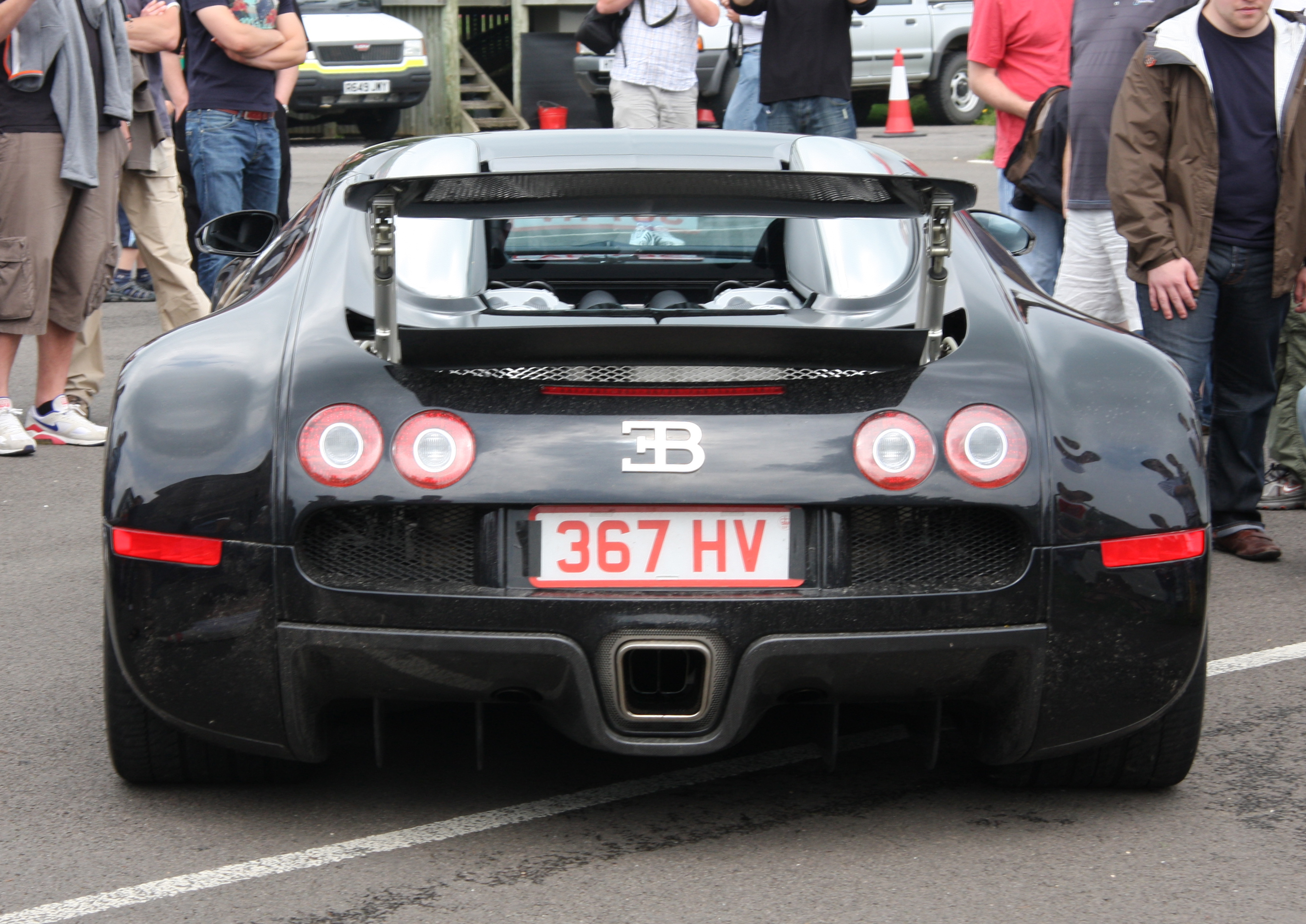
可動式のリアウイング

ヴェイロンで実際に407 km/hを出すには、一旦停車してブレーキペダルを踏んだ状態で専用のキーを運転席横のサイドシルに差し込まなければならない。これによって車高が最低位置まで下がり、リアウィングの角度が最低の2度まで下げられる。なお、事前に全てのタイヤ及びマグネシウムホイールを新品に交換するという条件をも満たさなくてはならない。タイヤはヴェイロンの最高速に合わせたミシュラン社特製のPAXランフラットタイヤで、価格は1セット25,000ドルと報道されている。
本車のカーボンモノコックの製造はダラーラが請け負った。
また、高速走行する際に地上最低高とリアウィングの高さを3段階調整することができる。地上最低高はノーマルが120 mmであるのに対して「ハンドリングモード」に切り替えると80 mmになり、さらに「トップスピードモード」に切り替えると60 mmにまで低くなる。リアウィングは油圧式で、最大にするとルーフを越えるまでに上昇する。ブレーキを踏むと立ち上がりエアブレーキの役目を果たす。

## 販売
2005年の東京モーターショーで生産型が正式に発表され、2006年6月からデリバリーが始まった。300台を上限として限定生産される。
たとえ300台を超える受注があっても増産することはなく、受注が300台に満たない場合でも生産期間を引き伸ばさないとした（このうち日本への割り当ては5%の15台。ただこれは予定で、もし日本で15台を超える受注があった場合は、世界全体の受注が300台に満たない状態であれば販売していく、とした）。後にオープンモデル150台の追加生産が決定したため、販売予定台数は450台となった。
ブガッティ・オトモビルから指名された日本の正規発売代理店であるニコル・レーシング・ジャパンは車両価格1億6300万円（税込）で販売開始した。これは100台単位で生産される自動車としては世界最高額であるが、日本ではこれまで4度の価格改定を経て、2009年11月以降の定価は1億7900万円（税込）となっている。最大の市場であるアメリカ合衆国でのメーカー希望小売価格は125万ドルである。
実際に購入するに当たってブガッティおよびその車のイメージが損なわれることを避けるための審査が行なわれる。まず日本の代理店であるニコル・レーシング・ジャパンが顧客の情報を事前に確認、問題はないと判断された上、職業、購入目的等（年収審査は存在しない）の情報をブガッティ本社に送り、審査が行われる。これらの審査を通過した時点で購入の事前確認が完了し、約5千万円の予約金を支払うと、航空券（ファーストクラス）を伴った招待状が届き、モールスハイムのブガッティ本社へ招待される。そこで車の内外装、他オプション等を決め、シートの形状、サイズ、位置などオーナーに合わせ、ブガッティの用意したテストコース（サーキットや公道など）で試乗をし、納車までの間に残りの金額を支払い最終的に納車となる。本社に行かずに日本で仕様を決めることも可能である。購入した顧客にはブガッティのオーナークラブへの入会資格があり、クラブではオーナー同士が400km/hオーバーを目指すレース等のイベントが行われる。
2007年、日本で新規登録されたブガッティは3台であった。
2011年8月、ブガッティは、300台限定で生産していたヴェイロン16.4の完売を発表した（オープン・モデルの「ヴェイロン16.4 Grand Sport」は継続販売）。

### 特別仕様車
ピュール・サン（Pur Sang ）

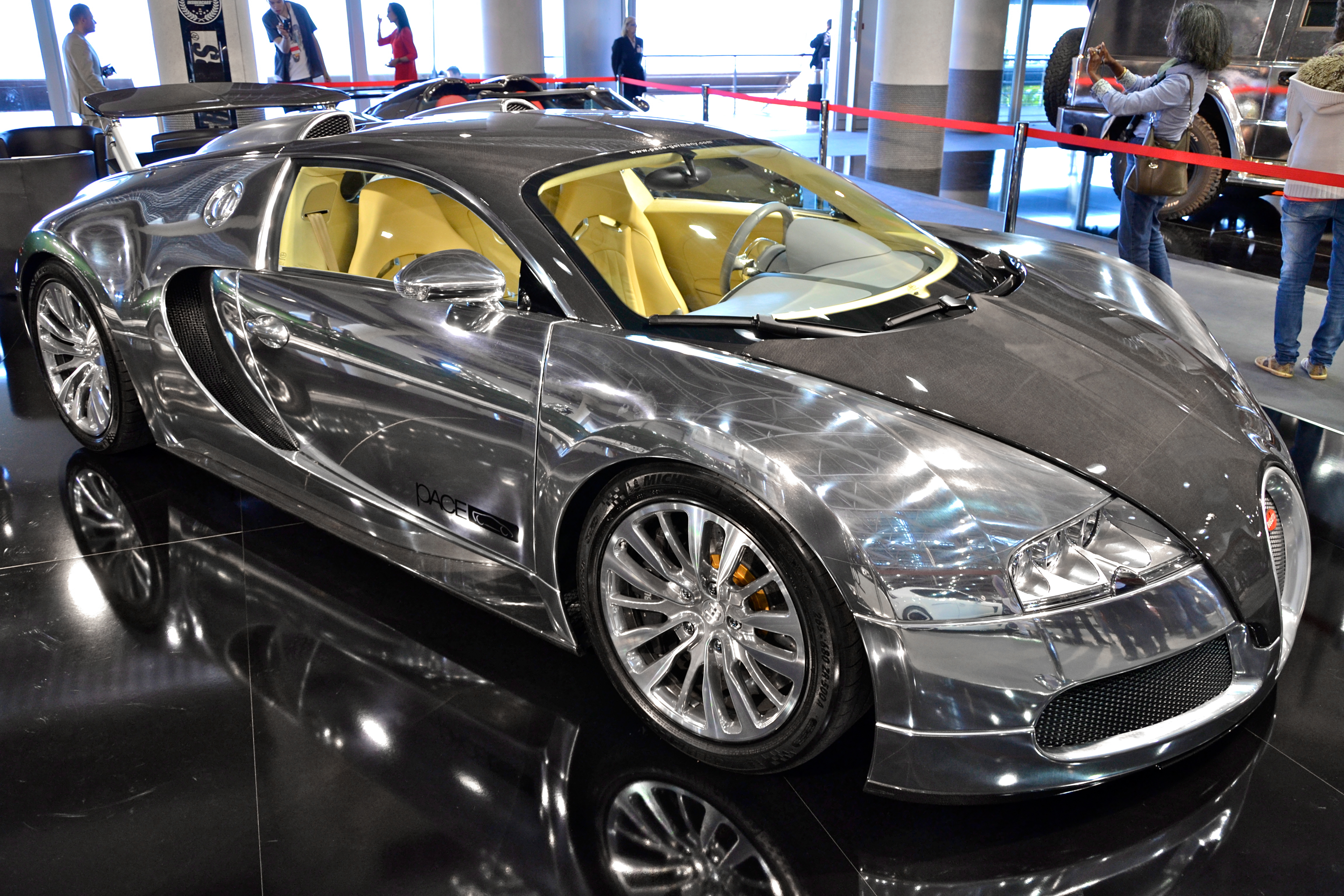
ピュール・サン

ピュール・サン（フランス語で「純血」「サラブレッド」の意味）は、2007年9月11日フランクフルトモーターショーにて発表。5台限定で、ボディはクリア塗装でアルミニウム合金、カーボンファイバーがそのまま見える仕様となっている。専用のダイアモンドカットフィニッシュアルミホイールが装着される。発表後24時間で完売となった。

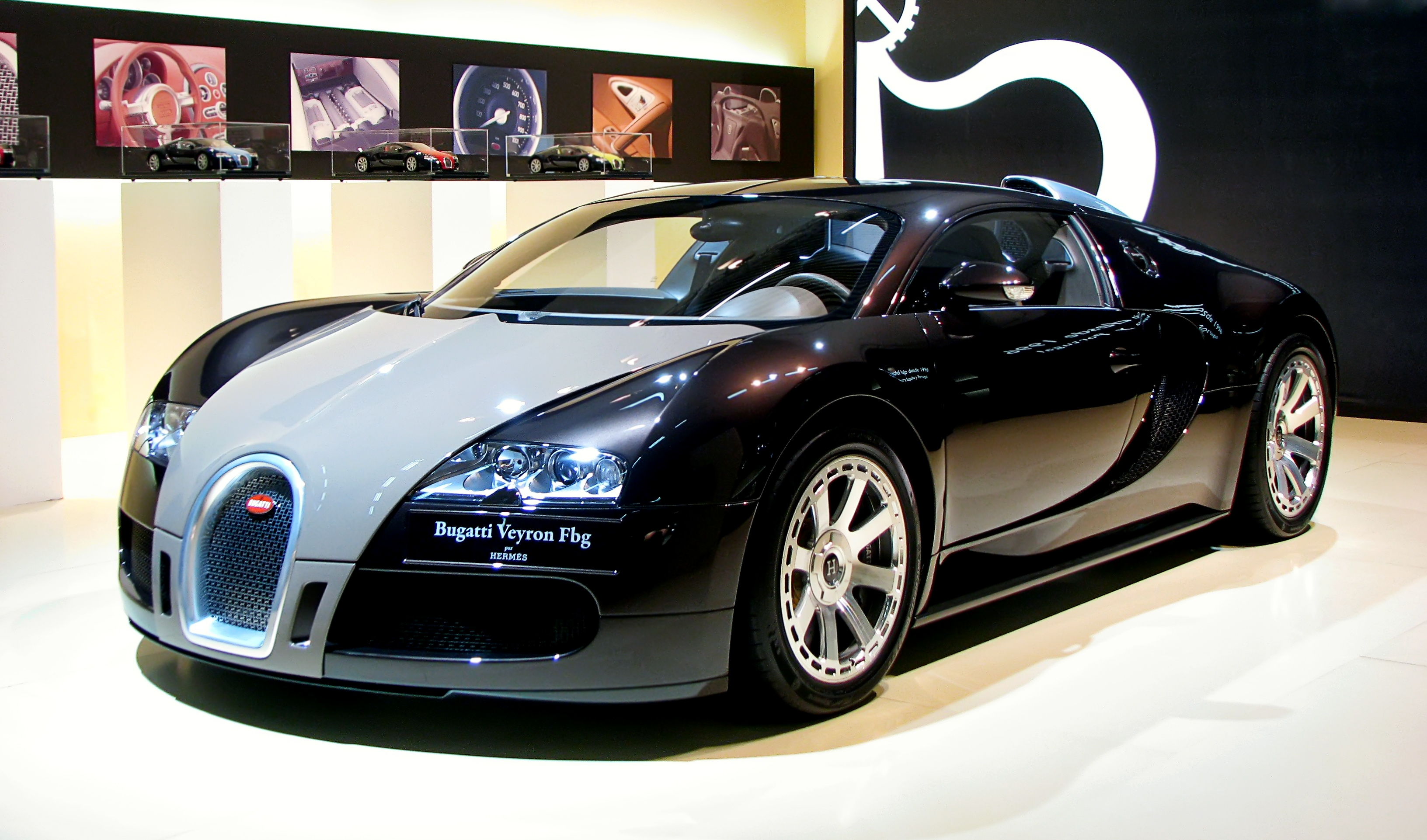
Fbg par Hermès
2008年3月4日、ジュネーヴモーターショーにて発表されたエルメス仕様モデル。Fbgとはエルメス本社の住所「rue du Faubourg Saint-Honoré（フォブール・サン=トノレ通り）」の「フォブール」（Faubourg ）から来ている。日本の実業家である前澤友作が所有している。
デザインはエルメスのガブリエーレ・ペッツィーニが手掛けた。ボディカラーは専用色「チョコレート」でホイールには中央にHマークが付けられる。内装はエルメスレザーで内側ドアハンドルはエルメスのトランクのハンドルを連想させるデザインとなっている。フロントグリルはHマークのモノグラムデザインとなっている。給油ドアには車名が刻まれている。
サン・ノアー（Sang Noir ）

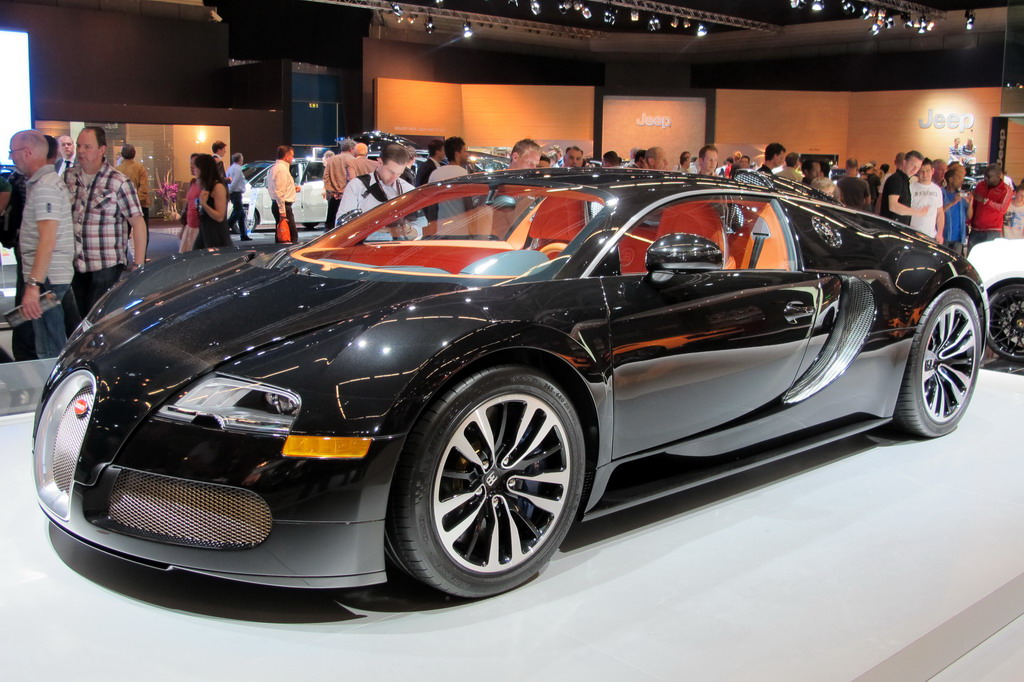
サン・ノアー

サン・ノアー（フランス語で「黒い血」の意味）は15台限定。オールブラックのエクステリアと明るいオレンジのインテリアが特徴のクーペ。
ブルー・サントネール（Bleu Centenaire ）

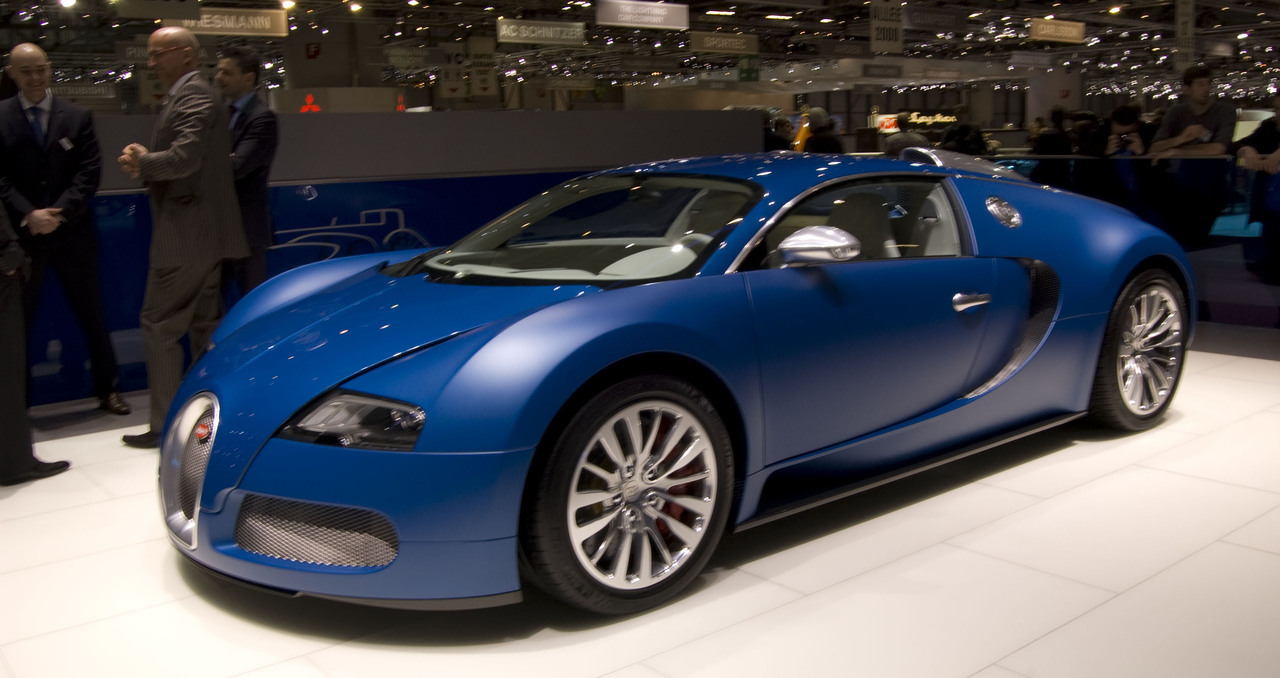
ブルー・サントネール

ブルー・サントネールは、2009年ジュネーヴモーターショーで発表されたブガッティブランド100周年記念モデル。ボディ色はブガッティブルーでマットと光沢のコンビネーションとなっている。ホイールも専用で、ブレーキキャリパーはレッドにペイントされている。
16.4 グランスポーツ (2009–2015)

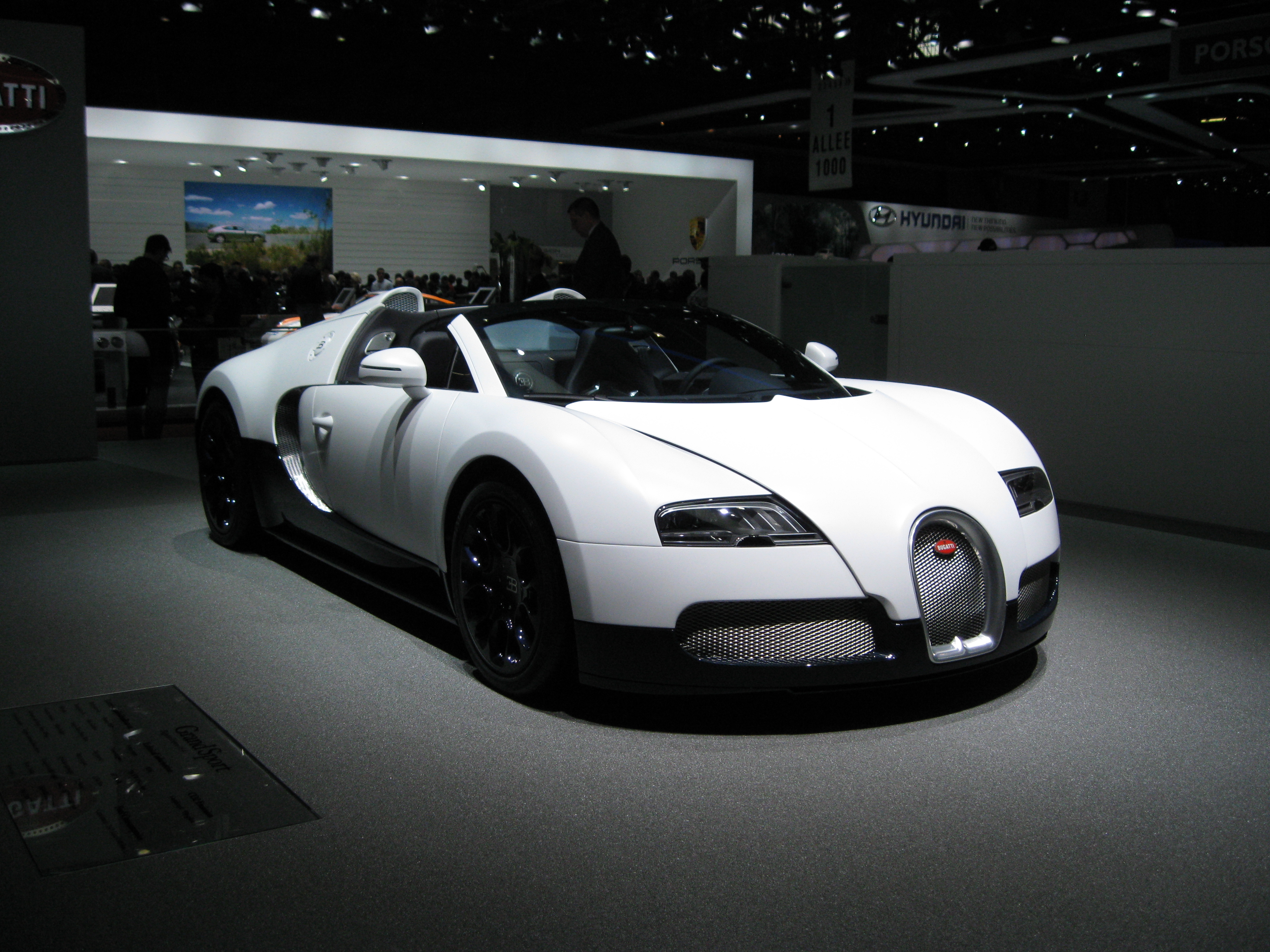
Grand Sport

グランスポーツ（Grand Sport ）は、タルガトップ仕様である。2008年8月、ペブルビーチ・コンクール・デレガンスにて発表された。2009年4月から製造を開始した。タルガトップを採用しているため、剛性の低下を防ぐ大幅なボディ強化が行なわれた。フロントガラスや走行用ライトにも小変更が加えられた。取り外し可能なポリカーボネート製ハードトップのほかトランクに収納できる緊急用のソフトトップがある。最高速度はハードトップを装着した場合は標準のクーペモデルと変わらないが、ソフトトップ装着の場合は130km/hとなる。最初の1台目はオークションにかけられ販売価格を上回った分は全額チャリティーに寄付された。クーペモデルの300台とは別にオープンモデルは150台を生産予定。
サン・ブルー
グランスポーツ・サン・ブルー（Grand Sport Sang Bleu 、サン・ブルーはフランス語で「青い血」の意味）は2009年8月ペブルビーチ・コンクール・デレガンスで発表。タルガトップのボディはブルーカーボンファイバーとポリッシュ加工アルミニウムとなっており、リアエアスコープもブルーに着色されている。ホイールはミッドナイトブルーハイライトとダイヤモンドカット加工のツートン仕様となっている。
ソレイユ・ドゥ・ニュイ
ソレイユ・ドゥ・ニュイ(Soleil de Nuit、白夜）は2009年ドバイモーターショーで発表された。ポリッシュアルミニウムアクセントのメタリックブルー/ブラックカラー。227万ドルで販売された。
グレーカーボン
グランスポーツ・グレーカーボン（Grand Sport Grey Carbon ）は、2010年ジュネーブモーターショーで公開されたワンオフモデル。タルガトップのボディにカーボン柄の見えるクリア塗装と、残りがメタリックグレーアルミニウムとなっており、下部ラインはポリッシュ加工アルミニウムとなっている。内装はライトグレー。
ロイヤルダークブルー

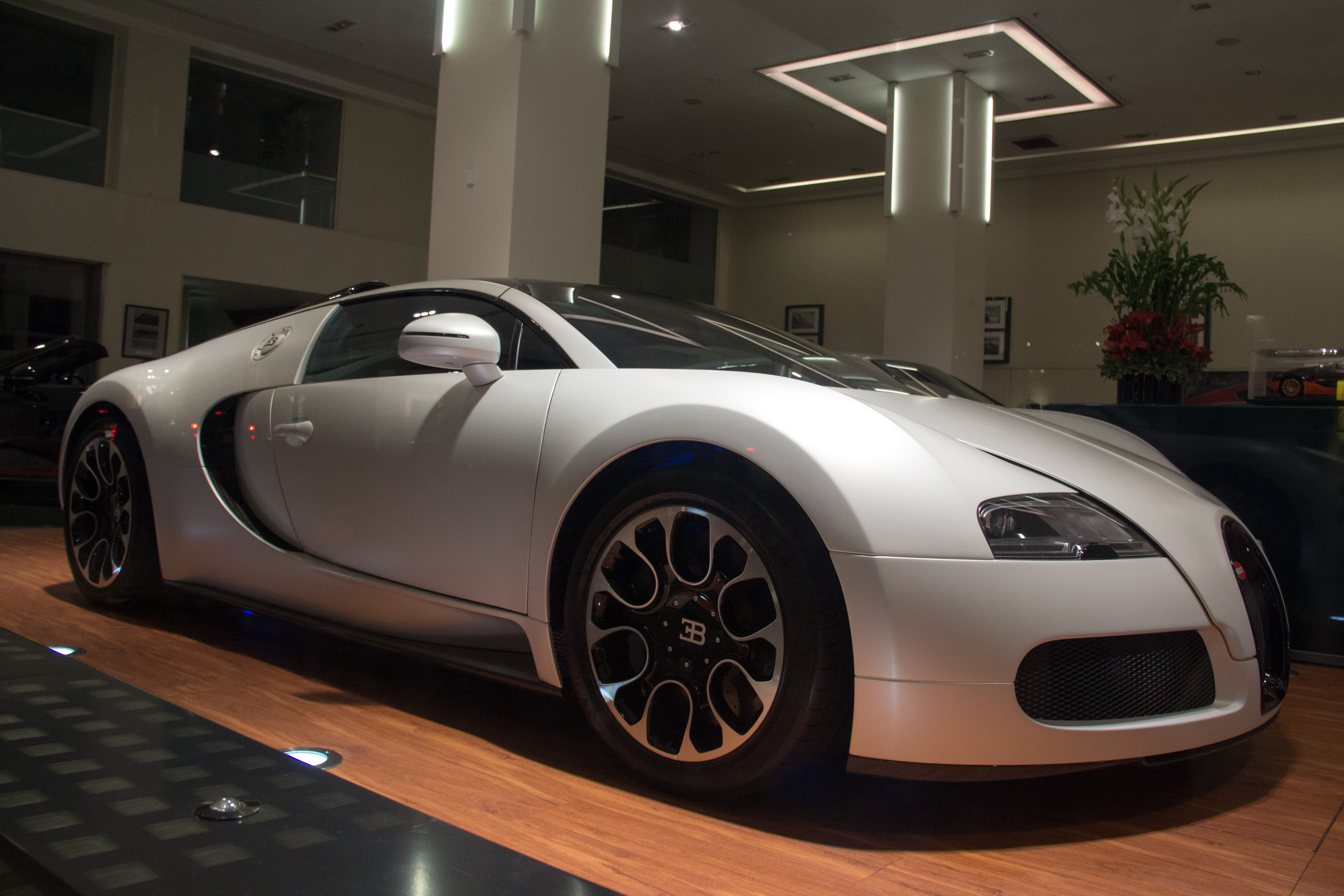
サン・ブラン
サン・ブラン(Sang Blanc、白い血)はイギリスの顧客からの要望によってデザインされたワンオフモデル。マット仕上げのパールセントホワイトベースで、フロントグリル、エギゾースト、エンジンカバーはブラック。内装もブラックとなっている。 2011年、サン・ブランは走行距離448マイルで1.25 millionポンドで販売された。
マットホワイト
2011年の上海モーターショーで初公開されたワンオフモデル。マットホワイトと下部はカーボン柄のブルーとなっている。インテリアもブルー。展示後すぐに契約済みとなった。

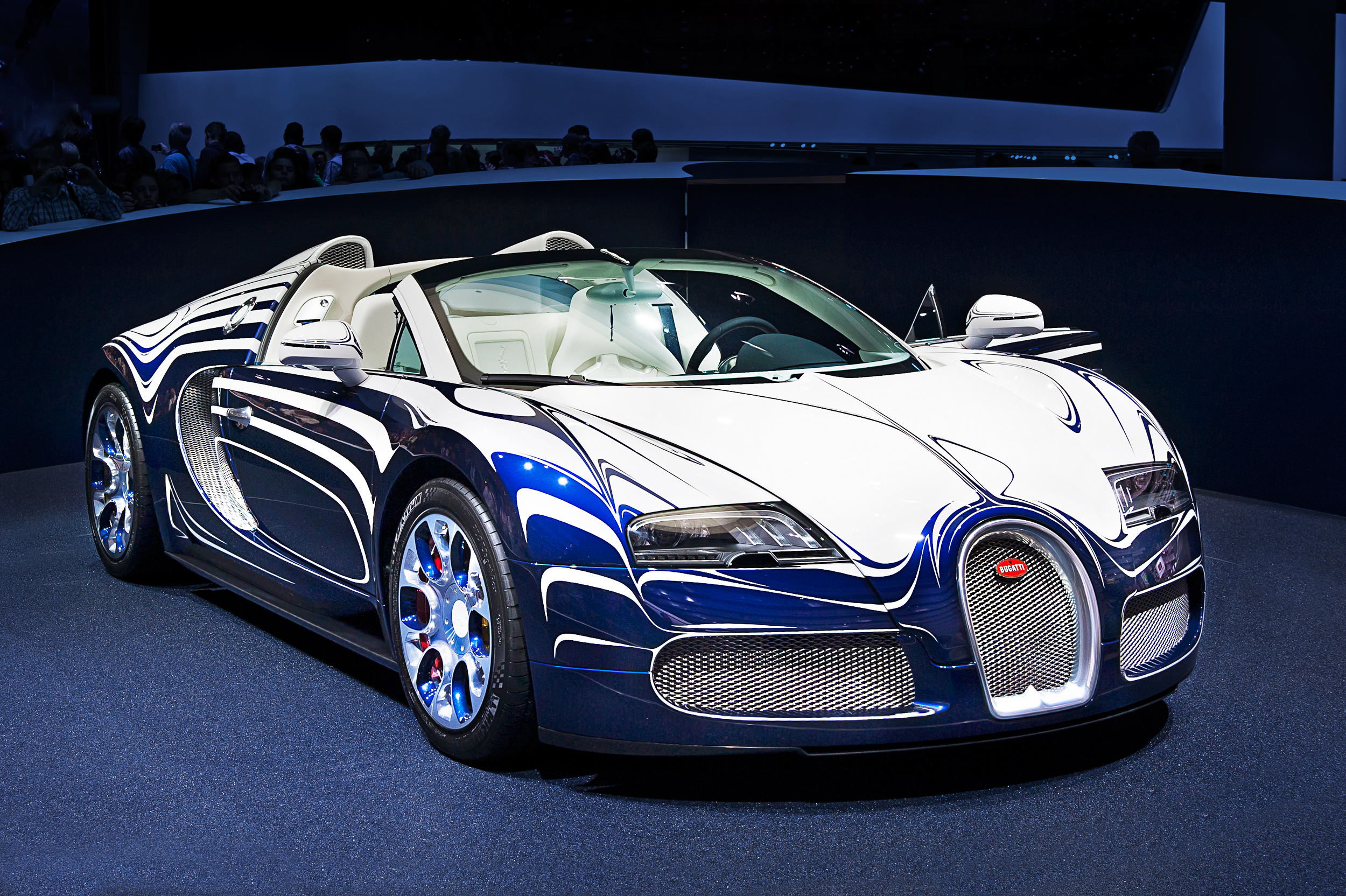
ロル・ブラン
グランスポーツ・ロル・ブラン（Grand Sport L'or Blanc ）は、2011年6月に発表され、フランクフルトモーターショーで公開された。ベルリン王立磁器製陶所(KPM)とのコラボレーションモデルであり、内外装に陶磁器の要素が取り入れられている。
レッドエディション
レッドエディション(Red Edition)は2011年のフランクフルトモーターショーで公開された。内装外装ホイールがレッドカラーとなっている。
中東エディション
2011年のドバイモーターショーで、3台のデザインの異なる中東エディションが公開された。エクステリアカラーはそれぞれブライトイエロー＋ブラック、ブルー、カーボン部グリーン＋シルバーとなっている。イエローモデルは158万ユーロ、他の2台は174万ユーロで販売された。
ティファニーエディション
ブガッティとTiffany＆Co.がコラボしたワンオフモデル。ボディがブラックとティファニーブルーの2色で塗装されている。

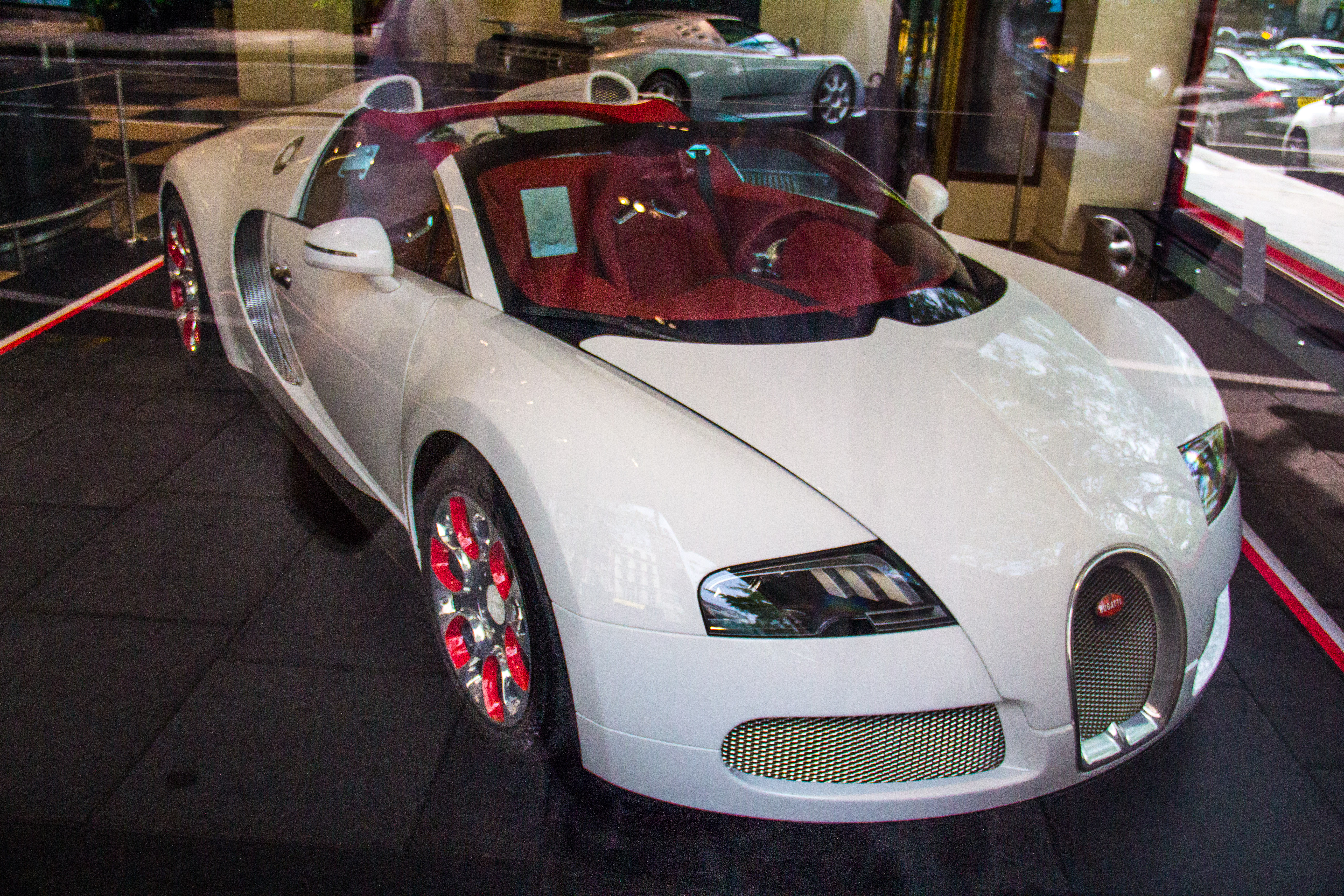
ウェイロン
ウェイロン(Wei Long )は2012年北京モーターショーにて公開された。2012年龍の年を讃えたモデルで、パールホワイトのエクステリアと
カーマインレッドのインテリアが特徴。インテリアではシートの「龍」の文字など龍をモチーフにしたデザインが随所に施されている。158万ユーロで販売された。
16.4 スーパースポーツ

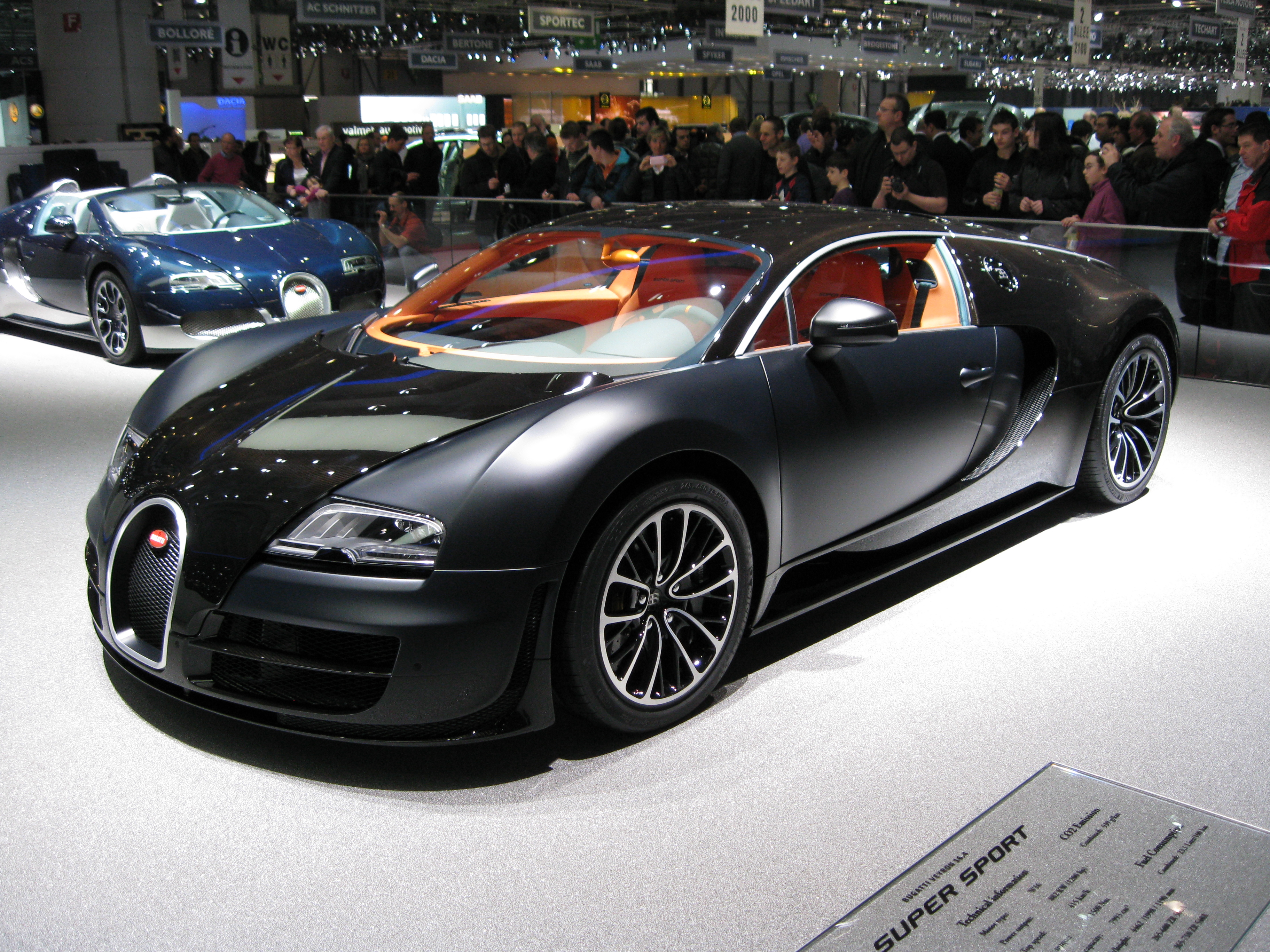
スーパースポーツ

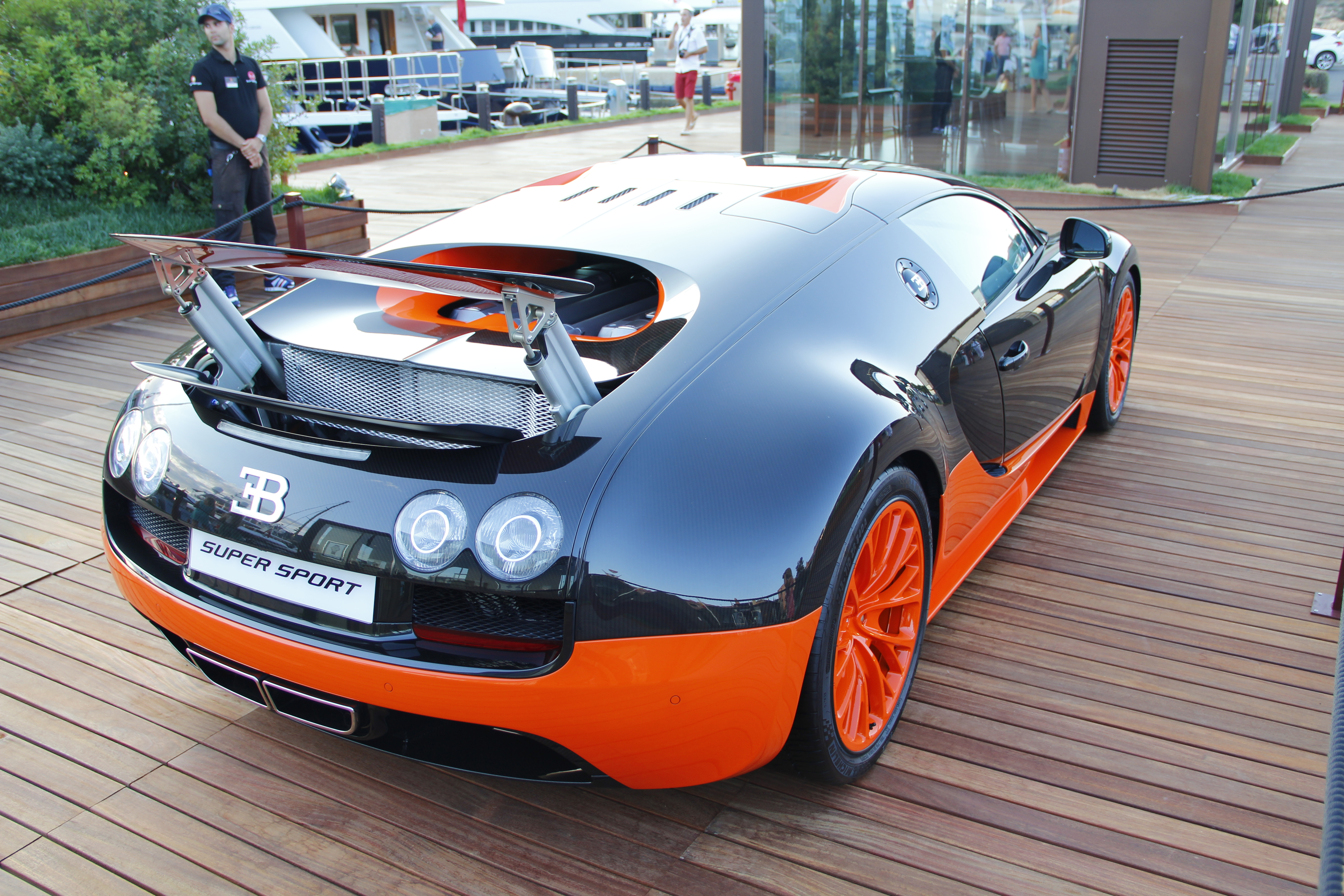
上部ダクトを廃し空気抵抗が改善されている

スーパースポーツ（Super Sport ）は、エアロパーツの改良や足回りの強化が図られ、エンジンは最高出力は199PSアップの1200PS、最大トルクは25.5kgf･mアップの153kgf･mを発生するモデル。ボディタイプはクーペ。
2010年8月、ペブルビーチ・コンクール・デレガンスにて公式発表され、30台程度が限定生産された。日本国内での販売価格は2億8900万円。最初の5台は「ワールドレコードエディション」と呼ばれ、ギネス記録挑戦に使用したものと同様にボディカラーはマットブラックとオレンジの組み合わせとなっている。市販仕様では、タイヤ保護のためリミッターが415.07km/hでかかるようになっている。
2011年9月に標準モデルとともに生産を終了した。
スーパースポーツ・メルヴェイユ
スーパースポーツ・メルヴェイユ（Super Sport Merveilleux ）は、スーパースポーツをベースに製作されたワンオフモデル。中国に住む大富豪の男性が自身の40歳の誕生日を記念してオーダーしたもので、ブガッティのCEOやドライバーのラファネル氏など幹部からはメッセージ動画がYouTubeを介して贈られた。
グランスポーツ ヴィテッセ (2011年-2015年)

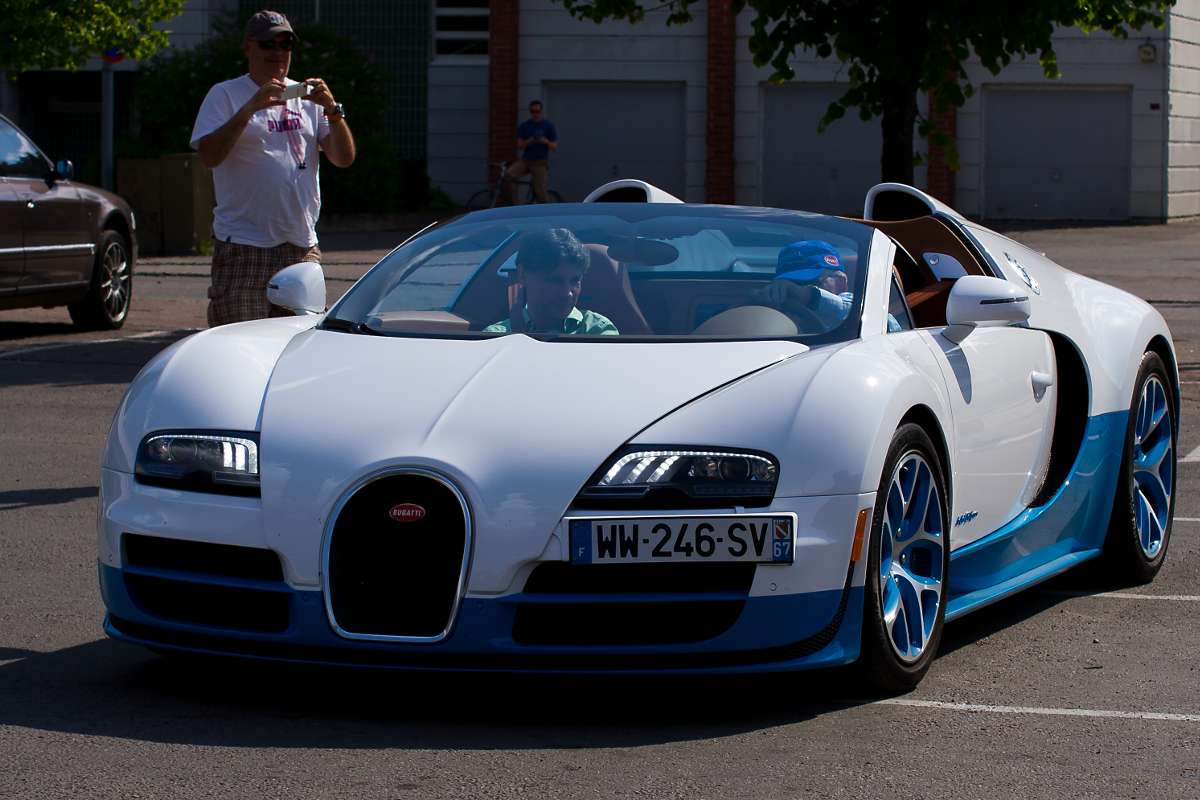
Bugatti Veyron Grand Sport Vitesse 'Le Ciel Californien'。フィンランドタンペレ

グランスポーツ・ヴィテッセ（Grand Sport VITESSE ）は、2011年3月のジュネーブモーターショーで公開された。グランスポーツにスーパースポーツにも搭載されるパワートレインとエアインテークを搭載、これまでのグランスポーツ以上にボディ剛性が高められている。最高速度は410km/hと公表されるが通常走行では375km/hでリミッターがかかるようになっている。
スペシャルエディション
2012年のペブルビーチ・コンクール・デレガンスで発表されたワンオフモデル。エクステリアは上部ホワイトで、下部のライトブルーは1928年のType37A由来のカラーとなっている。後にオーナーがオークションに出品した際にはル・シエルカリフォルニア(Le Ciel Californien,カリフォルニアの空)と称された。サイドにLe Ciel Californienのロゴが入っている。

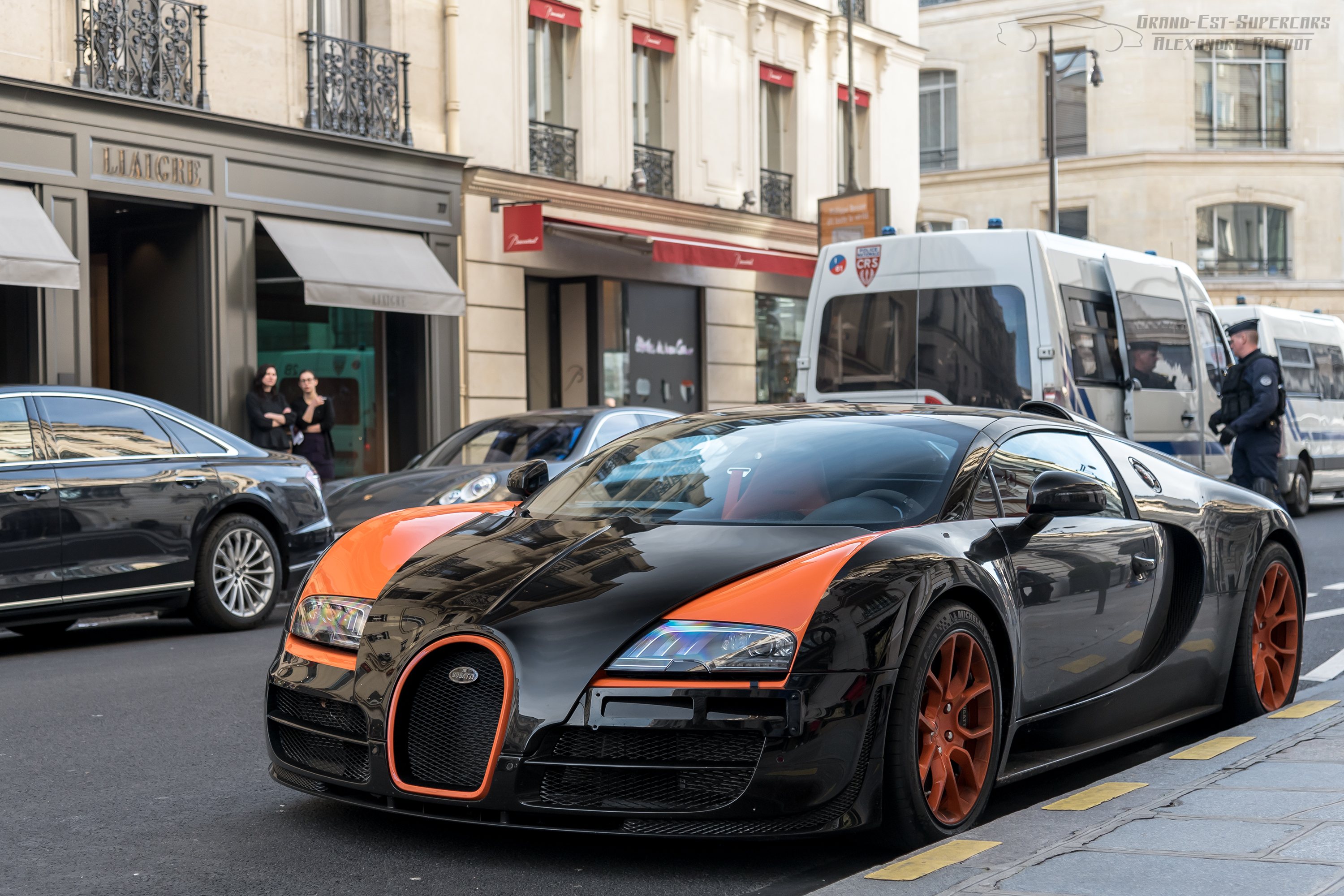
ヴィテッセ WRC
2013年4月には特別仕様車のヴィテッセ WRCが発表された。WRCとは「ワールド・レコード・カー」の略称で、同車が最高速度408.884km/hを記録し、世界最速のオープンカーとなったことに由来する。
レジェンドシリーズ
2013年に発表されたブガッティに縁のあるレジェンドなどの名を冠した6モデルで、「ジャン＝ピエール・ウィミーユ」「ジャン・ブガッティ」「メオ・コスタンティーニ」「レンブラント・ブガッティ」「ブラック・ベス」「エットーレ・ブガッティ」が各3台の限定生産で製造された。

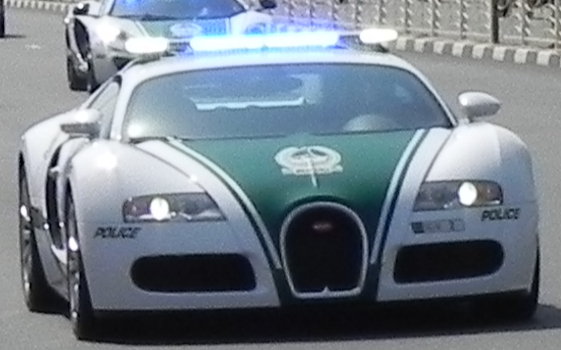
ヴェイロン（ドバイ警察のパトカー仕様）

また、ドバイの警察にヴェイロンがパトカーとして導入されている。

## 販売台数
| 2005年 | 2006年 | 2007年 | 2008年 | 2009年 | 2010年 | 2011年 | 2012年 | 2013年 | 累計 |
| ------ | ------ | ------ | ------ | ------ | ------ | ------ | ------ | ------ | ---- |
| 5      | 44     | 81     | 71     | 50     | 40     | 381    | 31     | 47     | 407  |

## 参考
1. ↑  フォルクスワーゲングループ2005年度年間報告書
2. ↑  “bugatti.com - Pierre Veyron”. 2010年9月14日閲覧。
3. ↑  “ブガッティ「ヴェイロン」、最後の１台がついに完売！”. AUTO BLOG
4. ↑  “Bugatti Veyron 16.4 Super Sport sets land speed record at 267.81 mph!”.   Autoblog (2010年7月5日). 2010年7月5日閲覧。
5. ↑  “Bugatti Veyron 16.4 Super Sport breaks landspeed worldrecord!”.   Used Cars Centre (2010年7月5日). 2010年7月10日時点のオリジナルよりアーカイブ。2010年7月5日閲覧。
6. ↑  “Bugatti Veyron 16.4 Super Sport Pictures”.   DieselStation (2010年7月5日). 2010年7月6日閲覧。
7. ↑  Phillips, John (2008年12月). “Bugatti Veyron 16.4 - Road Test: Molsheim Moonshine: It achieves 60 mph in 119 feet. It costs $1.7 million.”. Car and Driver. 2008年11月14日閲覧。
8. ↑  ブガッティ・ブランド・アンバサダー“こもだ きよし”
9. ↑  2007年度外国メーカー車登録台数 日本自動車輸入組合
10. ↑  “ブガッティ、ヴェイロン16.4が完売、オープンモデルは継続販売”. Car View. (2011年8月18日)
11. ↑  “The Bugatti EB 16.4 Veyron "Pur Sang"”. Bugatti.com (2007年10月11日). 2009年8月29日閲覧。
12. ↑  “Bugatti Veyron Pur Sang: pure blooded exclusivity”.   MotorAuthority.com (2007年9月12日). 2009年8月29日閲覧。
13. ↑  “Bugatti Veyron Fbg par Hermes”. 2010年9月14日閲覧。
14. ↑  “エルメスデザインの「ブガッティ・ヴェイロン」は2億7800万円【ジュネーブショー08】”. 2010年9月14日閲覧。
15. ↑  “Update: Bugatti Veyron Sang Noir limited to just 15 cars”.   MotorAuthority.com (2008年6月29日). 2009年8月29日閲覧。
16. ↑  “Geneva 2009: Bleu Centenaire is every bit as special as any other Bugatti Veyron”
17. ↑  “Bugatti Veyron Grand Sport debuts at Pebble Beach Concours d'Elegance”.   LeftLaneNews.com (2008年8月18日). 2009年8月29日閲覧。
18. ↑  “Monterey 2008: First Bugatti Veyron 16.4 Grand Sport auctioned for $3.19 million”. AutoBlog.com (2008年8月16日). 2009年8月29日閲覧。
19. ↑  “Bugatti Veyron Grand Sport "Sang Bleu" unveiled in Monterey”. Autoblog. 2010年9月14日閲覧。
20. ↑  “2010 Bugatti Veyron Grand Sport "Soleil de Nuit"”. Top Speed. 2012年11月3日閲覧。
21. ↑  “Bugatti VeyronGrand Sport Grey Carbon”.   Sybarites.org (2010年3月7日). 2010年6月29日閲覧。
22. ↑  “2010 Bugatti Veyron Royal Dark Blue”. Top Speed. 2012年11月3日閲覧。
23. ↑  “2010 Bugatti Veyron Grand Sport Sang Blanc”. Top Speed. 2012年11月3日閲覧。
24. ↑  “Used | for Sale | | Used Cars for Sale”.   Tom Hartley. 2012年11月3日閲覧。
25. ↑  “2011 Bugatti Veyron Grand Sport Matte White”. Top Speed. 2012年11月3日閲覧。
26. ↑  “2011 Bugatti Veyron Grand Sport Red Edition”. Top Speed. 2012年11月3日閲覧。
27. ↑  “2012 Bugatti Veyron Grand Sport Middle East Edition”. Top Speed. 2012年11月3日閲覧。
28. ↑  https://creative311.com/?p=16211
29. ↑  “2012 Bugatti Veyron Grand Sport Wei Long”. Top Speed. 2012年11月3日閲覧。
30. ↑  https://response.jp/article/2012/03/13/171336.html
31. ↑  “2013 Bugatti Veyron 16.4 Grand Sport Vitesse Le Ciel Californien”. Conceptcarz.com
32. ↑  Automobil Revue, catalogue edition 2006, p. 46
33. ↑  Automobil Revue, catalogue edition 2008, p. 47
34. ↑  Volkswagen AG Annual Report 2008
35. 1 2  http://www.volkswagenag.com/vwag/vwcorp/info_center/en/publications/2010/03/Annual_Report_2009.-bin.acq/qual-BinaryStorageItem.Single.File/Y_2009_e.pdf
36. ↑  http://www.volkswagenag.com/vwag/vwcorp/info_center/en/publications/2011/03/Volkswagen_AG_Geschaeftsbericht_2010.-bin.acq/qual-BinaryStorageItem.Single.File/GB_2010_e.pdf
37. ↑  “Volkswagen AG Annual Report 2011”. Volkswagen AG Annual Report 2011:  161.
38. ↑  http://www.volkswagenag.com/content/vwcorp/info_center/en/publications/2013/04/VWFSAG_Annual_Report_2012.bin.html/binarystorageitem/file/VWFS_GB2012_E.pdf
39. ↑  “Annual Report 2013” (PDF).  Volkswagen AG. p. 80 (2014年3月13日). 2014年3月14日時点のオリジナルよりアーカイブ。2014年3月14日閲覧。